# Rock Salt & Nails (album)
| Recensione | Giudizio |
| ---------- | -------- |
| AllMusic   |          |

Rock Salt & Nails è l'album di debutto del cantautore statunitense Steve Young, pubblicato nel maggio del 1969. Nel 1986 fu riedito dalla Edsel Records e distribuito nel Regno Unito.

## Tracce

### LP
Lato A (SP-4253)
1. That's How Strong My Love Is – 3:38 (Roosevelt Jamison)
2. Rock, Salt and Nails – 3:42 (Bruce "Utah" Phillips)
3. I'm a One Woman Man – 2:14 (Johnny Horton, Tillman Franks)
4. Coyote – 4:08 (Peter La Farge)
5. Gonna Find Me a Bluebird – 2:42 (Marvin Rainwater)
6. Love in My Time – 2:10 (Steve Young)

Lato B (SP-4254)
1. Seven Bridges Road – 3:37 (Steve Young)
2. Kenny's Song – 4:07 (Kenny Austin)
3. Holler in the Swamp – 3:49 (Steve Young)
4. Hoboin' – 4:11 (Tradizionale; arrangiamento di Steve Young)
5. My Sweet Love Ain't Around – 2:53 (Hank Williams)

## Formazione
- Steve Young – chitarra ritmica, voce
- James Burton – chitarra, dobro
- Don Beck – chitarra
- David "Dave" Jackson – basso
- Chris Ethridge – basso (non accreditato sull'album originale)
- Hal Blaine – batteria
- Gene Clark – mouth harp (brano: "My Sweet Love Ain't Around")
- Gram Parsons – organo (brano: "That's How Strong My Love Is")
- Meyer Sniffin – fiddle (brani: "Rock Salt & Nails" e "I'm a One Woman Man")
- Richard Greene – fiddle (non accreditato sull'album originale) [4]

Note aggiuntive
- Tommy Li Puma – produttore
- Dick Bogert – ingegnere delle registrazioni
- Bob Thompson – arrangiamento strumenti a corda (brani: "Bridges Road", "Kenny's Song" e "Holler in the Swamp")
- Tom Wilkes – art director copertina album originale
- Barry Feinstein – foto copertina frontale album originale
- Jim McCrary – foto retrocopertina album originale [5]